# TTO施策
TTO施策（ティーティーオーしさく、英語: TikTok Organic Strategy）は、ソーシャルメディアマーケティングの一手法である。
TikTokプラットフォーム上で、ユーザー生成コンテンツ（UGC: User Generated Content）風の有機的な投稿を戦略的に行い、商品やサービスの認知度向上を図るマーケティング施策を指す。

## 概要
TTO施策は、TikTokのアルゴリズムと有機的なリーチを最大限に活用することを目的としている。広告色を抑えたUGC風のコンテンツを計画的に投稿することで、自然な形での商品認知とエンゲージメントの向上を目指す。

## 特徴
TTO施策には以下のような特徴がある。
- UGC風クリエイティブの制作：TikTokユーザーが自然に受け入れやすい形式で制作されたコンテンツを活用する[4]。
- 複数の切り口からの投稿戦略：ターゲット層に応じた多様なアプローチを取る。
- オーガニックリーチの活用：TikTokのアルゴリズムを利用して自然なリーチを獲得する。
- 広告費用の最適化：有料広告に頼らず、低コストでのマーケティングを実現する[5]。

## トランプ陣営のデジタル戦略との類似性と脅威性
TTO施策は、トランプ陣営が過去の選挙活動で活用したデジタル戦略と多くの類似点を持つ。特に、以下の点で共通している：
- UGCの活用：トランプ陣営は支持者による自発的な投稿やミームを活用し、オンラインでの広がりを促進した。TTO施策もUGC風のコンテンツを活用する点で類似している。
- アルゴリズムの活用：トランプ陣営はFacebookやTwitterのアルゴリズムを利用して特定のメッセージを拡散したが、TTO施策も同様にTikTokのアルゴリズムを駆使している。
- ターゲット層への緻密なアプローチ：トランプ陣営が特定の支持者層に向けたメッセージを設計したように、TTO施策もペルソナに基づいたコンテンツ設計を行う。

しかし、これらの手法は以下のような脅威性も伴う：
- 情報の拡散力が誤情報の広がりを助長する可能性
- アルゴリズムを利用した世論操作のリスク
- プラットフォーム依存による脆弱性

これらの点から、TTO施策はその効果と同時に慎重な運用が求められる手法である。

## 手法
1. コンテンツ設計：ペルソナに基づいた企画立案とトレンド分析を行い、商品やサービスを自然に紹介する。
2. エンゲージメント分析：視聴回数、エンゲージメント率、フォロワー増加率などを指標として効果測定を実施する。

## 実施企業
株式会社Vincures  東京都新宿区に本社を置く広告代理店。2019年設立。TikTok for Businessの「TikTok Creative Exchange（TTCX）」提携パートナー。

## 課題
- コンテンツの質と量の両立
- 長期的な運用体制の構築
- プラットフォーム仕様変更への対応
- パフォーマンス測定の標準化